# Боскогранде (Асти)
Боскогранде је насеље у Италији у округу Асти, региону Пијемонт.
Према процени из 2011. у насељу је живело 40 становника. Насеље се налази на надморској висини од 213 м.